# Liste der größten Unternehmen in Malaysia
Die Liste der größten Unternehmen in Malaysia enthält die von den Wirtschaftsmagazinen „Dinar Standard“ und Forbes Magazine veröffentlichten größten Unternehmen in Malaysia.

## Größte Unternehmen nach Umsatz
Die Rangfolge richtet sich nach der jährlich vom Wirtschaftsmagazin „Dinar Standard“ in der Liste „DS100 – Top 100 Companies of the Muslim World“ veröffentlichten 100 umsatzstärksten Unternehmen in den Mitgliedsländern der Organisation der Islamischen Konferenz. Aufgeführt sind auch der Hauptsitz und die Branche. Die Zahlen sind in Milliarden US-Dollar angegeben und beziehen sich auf das Geschäftsjahr 2006.
| Rang | Rang DS100 | Name                   | Hauptsitz    | Umsatz (Mrd. $) | Branche            |
| ---- | ---------- | ---------------------- | ------------ | --------------- | ------------------ |
| 1.   | 4.         | Petronas               | Kuala Lumpur | 50,987          | Öl und Gas         |
| 2.   | 29.        | Tenaga Nasional        | Kuala Lumpur | 6,994           | Versorger          |
| 3.   | 32.        | Sime Darby             | Kuala Lumpur | 6,220           | Mischkonzerne      |
| 4.   | 40.        | Telekom Malaysia       | Kuala Lumpur | 4,952           | Telekommunikation  |
| 5.   | 42.        | Lion Group             | Kuala Lumpur | 4,646           | Mischkonzerne      |
| 6.   | 44.        | Maybank                | Kuala Lumpur | 4,575           | Banken             |
| 7.   | 56.        | Malaysia Airlines      | Kuala Lumpur | 4,071           | Fluggesellschaften |
| 8.   | 63.        | Perlis Plantations Bhd | Kuala Lumpur | 3,473           | Mischkonzerne      |
| 9.   | 66.        | Bumiputra-Commerce     | Kuala Lumpur | 3,258           | Banken             |
| 10.  | 70.        | UMW Holdings Bhd       | Shah Alam    | 2,999           | Mischkonzerne      |
| 11.  | 76.        | IOI Group              | Putrajaya    | 2,693           | Nahrungsmittel     |
| 12.  | 83.        | Public Bank            | Kuala Lumpur | 2,359           | Banken             |
| 13.  | 86.        | Maxis Communications   | Kuala Lumpur | 2,318           | Telekommunikation  |
| 14.  | 90.        | Genting Group          | Kuala Lumpur | 2,092           | Mischkonzerne      |
| 15.  | 95.        | AmBank                 | Kuala Lumpur | 1,830           | Banken             |
| 16.  | 96.        | YTL Corporation        | Kuala Lumpur | 1,813           | Mischkonzerne      |
| 17.  | 98.        | OYL Industries Berhad  | Kuala Lumpur | 1,768           | Klimaanlagen       |

## Größte börsennotierte Unternehmen
Die Rangfolge der jährlich erscheinenden Liste Forbes Global 2000, der 2000 größten börsennotierten Unternehmen der Welt, errechnet sich aus einer Kombination von Umsatz, Nettogewinn, Aktiva und Marktwert. Dabei wurden die Platzierungen der Unternehmen in den gleich gewichteten Kategorien zu einem Rang zusammengezählt. In der Tabelle aufgeführt sind auch der Hauptsitz und die Branche. Die Zahlen sind in Milliarden US-Dollar angegeben und beziehen sich auf das Geschäftsjahr 2008, für den Marktwert auf den Börsenkurs vom 27. Februar 2009.
| Rang | Forbes 2000 | Name                | Hauptsitz    | Umsatz (Mrd. $) | Gewinn (Mrd. $) | Aktiva (Mrd. $) | Marktwert (Mrd. $) | Mitarbeiter | Branche           |
| ---- | ----------- | ------------------- | ------------ | --------------- | --------------- | --------------- | ------------------ | ----------- | ----------------- |
| 1.   | 534.        | Maybank             | Kuala Lumpur | 4,71            | 0,90            | 81,98           | 6,71               |             | Banken            |
| 2.   | 569.        | Sime Darby          | Kuala Lumpur | 10,41           | 1,07            | 10,79           | 9,16               |             | Mischkonzerne     |
| 3.   | 575.        | Tenaga Nasional     | Kuala Lumpur | 7,58            | 0,76            | 20,58           | 7,54               |             | Versorger         |
| 4.   | 685.        | Public Bank         | Kuala Lumpur | 3,02            | 0,76            | 56,55           | 8,62               |             | Banken            |
| 5.   | 705.        | Bumiputra-Commerce  | Kuala Lumpur | 3,68            | 0,57            | 59,60           | 6,66               |             | Banken            |
| 6.   | 875.        | MISC Bhd            | Kuala Lumpur | 4,05            | 0,76            | 9,08            | 8,58               |             | Logistik          |
| 7.   | 1051.       | IOI Group           | Putrajaya    | 4,49            | 0,68            | 5,27            | 6,14               |             | Nahrungsmittel    |
| 8.   | 1290.       | RHB Bank            | Kuala Lumpur | 1,74            | 0,31            | 30,13           | 2,17               |             | Banken            |
| 9.   | 1467.       | Petronas Gas        | Kuala Lumpur | 0,98            | 0,34            | 3,06            | 5,20               |             | Erdöl & Erdgas    |
| 10.  | 1540.       | YTL Corporation     | Kuala Lumpur | 2,00            | 0,24            | 11,77           | 3,11               | 5.632       | Mischkonzerne     |
| 11.  | 1612.       | PLUS Expressways    | Kuala Lumpur | 0,87            | 0,32            | 4,92            | 3,96               | 2.500       | Logistik          |
| 12.  | 1684.       | PPB Group           | Kuala Lumpur | 1,02            | 0,38            | 3,82            | 3,10               |             | Nahrungsmittel    |
| 13.  | 1692.       | AMMB Holdings       | Kuala Lumpur | 1,72            | 0,21            | 25,82           | 1,82               |             | Banken            |
| 14.  | 1734.       | TM International    | Kuala Lumpur | 3,33            | 0,15            | 10,75           | 3,06               |             | Telekommunikation |
| 15.  | 1805.       | Hong Leong Bank     | Kuala Lumpur | 1,20            | 0,17            | 25,53           | 1,30               |             | Banken            |
| 16.  | 1823.       | Genting Group       | Kuala Lumpur | 2,66            | 0,17            | 8,78            | 3,46               |             | Mischkonzerne     |
| 17.  | 1938.       | Petronas Dagangan   | Kuala Lumpur | 6,97            | 0,21            | 2,69            | 1,98               |             | Erdöl & Erdgas    |
| 18.  | 1941.       | Kuala Lumpur Kepong | Kuala Lumpur | 2,28            | 0,30            | 2,47            | 2,87               |             | Nahrungsmittel    |
| 19.  | 1976.       | Telekom Malaysia    | Kuala Lumpur | 2,54            | 0,23            | 6,51            | 3,21               | 30.000      | Telekommunikation |